# Cecilia Santiago
Aurora Cecilia Santiago Cisneros (Ciudad Neza, 19 oktober 1994) is een Mexicaanse doelvrouw. Sinds september 2019 speelt ze voor PSV Eindhoven.

## Statistieken
| Seizoen | Club            | Land      | Competitie | Wedstrijden | Doelpunten |
| ------- | --------------- | --------- | ---------- | ----------- | ---------- |
| 2011/12 | Santos Laguna   | Mexico    |            | –           | –––        |
| 2013    | Boston Breakers | USA       | NWS        | 3           | –––        |
| 2014    | Kansas City     | USA       | NWS        | 0           | –––        |
| 2016    | Thór / KA       | IJsland   | ÚRW        | 18          | –––        |
| 2019/20 | PSV             | Nederland | Eredivisie | 3           | –––        |
| Totaal  | Totaal          | Totaal    | Totaal     | 24          | –––        |

Laatste update: december 2019

## Interlands
In 2011 ging Santiago met het Mexicaans vrouwenvoetbalelftal naar het Wereldkampioenschap in Duitsland. In de eerste wedstrijd, tegen Engeland, werd ze opgesteld, en was met 16 jaar en 251 dagen de jongste doelvrouw ooit op een wereldkampioenschap opgesteld.
Santiago nam ook in 2015 deel aan het Wereldkampioenschap voetbal vrouwen 2015 in Canada.

## Privé
Santiago begon als zesjarige met voetbal, en speelde als verdediger. Ondanks protest van haar vader, werd ze keepster.
1 Evrard ·
2 Thrige ·
3 Hendriks ·
4 Buurman ·
5 Bross ·
6 Folkertsma ·
9 Smits ·
10 Ripa ·
11 Jansen ·
14 Strik ·
16 Alkemade ·
17 Jacobs ·
18 Dessing ·
19 Stoit ·
20 Nijstad ·
21 Lacroix ·
22 Derks ·
23 Kemper-Moorrees ·
24 Henschen ·
25 Frijns ·
26 Pondes ·
27 Xhemaili ·
29 Kalma ·
30 Verheijen ·
Coach: Ten Berge
· Assistent-coach: Van Dael